# OpenOffice.org Writer
Az OpenOffice.org Writer egy szövegszerkesztő, az OpenOffice.org irodai alkalmazáscsomag része. Tudásában hasonló a Microsoft Word vagy a Corel Wordperfect programokhoz.
Az OpenOffice.org csomag többi részéhez hasonlóan a Writer is platformfüggetlen, így Mac OS X, Microsoft Windows, Linux, FreeBSD, IRIX és Solaris rendszereken egyaránt működik. A Writer szabad szoftver, és a LGPL licenc alatt adják ki.

## Funkciói
A Writer képes megnyitni és menteni számos formátumba, ide értve az OpenDocument formátumot (az 1.1-gyes az alapértelmezett formátuma), valamint a Microsoft Word Doc, DOCX, RTF és XHTML formátumokat.
A Writer tartalmaz néhány olyan funkciót amelyet a Word még nem, ilyen például a PDF exportálási lehetőség (igaz ez funkció már rendelkezésre áll a Microsoft Office 2007-ben).